# Fuentelapeña
Fuentelapeña település Spanyolországban,  Zamora tartományban. Fuentelapeña Vadillo de la Guareña, La Bóveda de Toro, Cañizal és Castrillo de la Guareña községekkel határos. Lakosainak száma 599 fő (2024).

## Népesség
A település népessége az utóbbi években az alábbiak szerint változott:
| Lakosok száma | 1013 | 938  | 899  | 858  | 814  | 795  | 729  | 684  | 658  | 599  |
|               | 2001 | 2004 | 2007 | 2009 | 2012 | 2014 | 2017 | 2019 | 2022 | 2024 |